# Einmal Leben bitte
Einmal Leben bitte ist ein deutscher Fernsehfilm von der Regisseurin Franziska Meletzky aus dem Jahr 2013. Der Film wurde am 6. Oktober 2013 vom ZDF im Rahmen der Sonntagsfilm-Herzkino-Reihe erstmals ausgestrahlt.

## Handlung
Die leidenschaftliche Köchin Maria Bonnet (Anja Kling) ist unermüdlich in ihrem Hotel von Therese Weidner tätig. Da das Geld nicht ausreichend ist, arbeitet sie nebenher als Fernsehköchin. Darüber hinaus muss sie sich in ihrem Privatleben mit den Vorwürfen ihres Mannes auseinandersetzen und ihre 14-jährige Tochter im Auge behalten. Infolge ihrer neuen Tätigkeit wird sie von Tinnitus und Magenproblemen geplagt. Von einer Ärztin wird sie auf eine Klinik, in der Hoffnung den Burn-Out zu entkommen, verwiesen doch verlässt die Klinik nach einer Woche.
Wieder zuhause verschlimmert sich ihr gesundheitlicher als auch familiärer Zustand dramatisch. Nach einem Zusammenbruch begibt sie sich freiwillig in die Klinik, um sich mit ihren Problemen auseinanderzusetzen. Dort findet sie eine neue Freundin in einer Krankenschwester, währenddessen initiiert ihr Ehemann Christophe eine Affaire mit ihrer Küchenaushilfe. 

## Hintergrund
Einmal Leben bitte wurde vom 20. November 2012 bis zum 30. Januar 2003 in Berlin und Umgebung gedreht. Produziert wurde der Film von der Ziegler Film.

## Kritik
Die Kritiker der Fernsehzeitschrift TV Spielfilm zeigten mit dem Daumen nach oben und vergaben für Humor, Anspruch und Spannung je einen von drei möglichen Punkten. Ihre Einschätzung lautete: „Klar, der "Herzkino"-Reihe des ZDF ist eine eher seichte Erzählweise geschuldet, aber der Film macht vieles richtig: Anja Kling überzeugt, und das Anliegen, zu zeigen, was Dauerstress anrichtet, kommt gut rüber.“ Sie resümierten: „Keine große Dramakunst, aber einfühlsam“.